# セットとセッティング
セットとセッティング (Set and setting) とは、向精神薬、特に幻覚剤の体験の条件関係の説明である。ある人の見方（セット）、および、体験時の身体と社会的な環境（セッティング）のことである。特に、治療的また娯楽的な幻覚剤の体験に関している。この用語は、ノーマン・ジンバーグが造語し、サイケデリック療法の研究者に広く受け入れられている。
「セット」とは思考、気分、期待など個人が体験に持ち寄る精神状態である。「セッティング」とは身体と社会環境である。社会的支援のネットワークは、サイケデリック体験の結果に特に重要であることが示されている。 意識的、無意識的に体験の流れを制御したり導いたりすることが可能である。ストレス、恐怖、不快な環境は不快な体験（バッドトリップ）につながることがある。逆に、快適で安全な場所で、くつろぎ、暖かくした、好奇心のある人では、心地よい体験ができる可能性が高い。
ティモシー・リアリーらによる『チベット死者の書サイケデリック・バージョン』では、幻覚剤の反応は化学物質とは関係なく、セットとセッティングの働きであり、最も重要なのはセッティングにおける他人の行動だと説明されている。また徹底的に準備しセットした場合には、セッティングは重要ではない。1966年、ティモシー・リアリーは、セットとセッティングを管理しての、ジメチルトリプタミン (DMT) による一続きの実験を行った。その目的は、恐怖誘発薬とみなされていたDMTが、支援的な環境では心地よい体験を生じさせることができるかということである。そして、それは可能であった。
アンドルー・ワイルによれば、セットとセッティングの理論は薬理学の理論を超えており、セットを考慮しないことには、ハイになるために多く摂取する人々や、それよりも少なく摂取したのに毒キノコだと思い気持ち悪くなる人々の違いが説明できず、つまりその作用を変えてしまう要因にセットがあり、はじめて体験するとか、多量に服用すると起こりやすい。シロシビン#心理的作用も参照。
セットとセッティングは宗教的な観点でも研究されている。

## さらに読む
- Zinberg, N. E. (1984). Drug, Set, And Setting: The Basis for Controlled Intoxicant Use. New Haven: Yale University Press. ISBN 0-300-03110-6
- Hartogsohn, Ido (2013年7月17日). “The American Trip”.   Alternet. 2017年2月28日閲覧。 “One group of scientists regarded psychedelics as "psychosis-inducing" drugs, another described them as consciousness-expanding”